# Eparchia sarańska i mordowska
Eparchia sarańska i mordowska – jedna z eparchii Rosyjskiego Kościoła Prawosławnego. Jej obecnym ordynariuszem jest metropolita sarański i mordowski Zenobi (Korzinkin), zaś funkcję katedry pełni sobór św. Fiodora Uszakowa w Sarańsku.
Eparchia powstała na mocy decyzji Świętego Synodu Rosyjskiego Kościoła Prawosławnego z 29 stycznia 1991 i objęła terytorium Mordowii. Została wydzielona z eparchii penzeńskiej. Początkowo funkcje katedry pełniła cerkiew św. Jana Teologa w Sarańsku, jednak szybko okazała się do tych celów zbyt mała. Nowy sobór katedralny został otwarty dla wiernych w 2006.
30 maja 2011 Święty Synod zdecydował o wydzieleniu z obszaru administratury dwóch nowych eparchii: krasnosłobodskiej i ardatowskiej.
W 2011 eparchia prowadziła 301 parafii obsługiwanych przez 263 kapłanów oraz 13 klasztorów – osiem męskich i pięć żeńskich zamieszkiwanych przez 156 mnichów i mniszek.

## Biskupi sarańscy
- Warsonofiusz (Sudakow), 1991–2014[6]
- Zenobi (Korzinkin), od 2014[7]